# Engraulis
Genre
Engraulis est un genre de poissons marins appartenant à la famille des Engraulidae qui regroupe des anchois.

## Liste d'espèces
Selon ITIS :
- Engraulis anchoita Hubbs & Marini in Marini, 1935
- Engraulis australis (White, 1790)
- Engraulis encrasicolus (Linnaeus, 1758)
- Engraulis eurystole (Swain & Meek, 1884)
- Engraulis japonicus Temminck & Schlegel, 1846
- Engraulis mordax Girard, 1854
- Engraulis ringens Jenyns, 1842

Selon WRMS :
- Engraulis albidus Borsa, Collet & Durand, 2004
- Engraulis anchoita Hubbs & Marini, 1935
- Engraulis australis (White, 1790)
- Engraulis encrasicolus (Linnaeus, 1758)
- Engraulis eurystole (Swain & Meek, 1884)
- Engraulis japonicus Temminck & Schlegel, 1846
- Engraulis mordax Girard, 1854
- Engraulis ringens Jenyns, 1842